# Stocklinch
Stocklinch is een civil parish in het bestuurlijke gebied South Somerset, in het Engelse graafschap Somerset met 154 inwoners.